# 外国援助

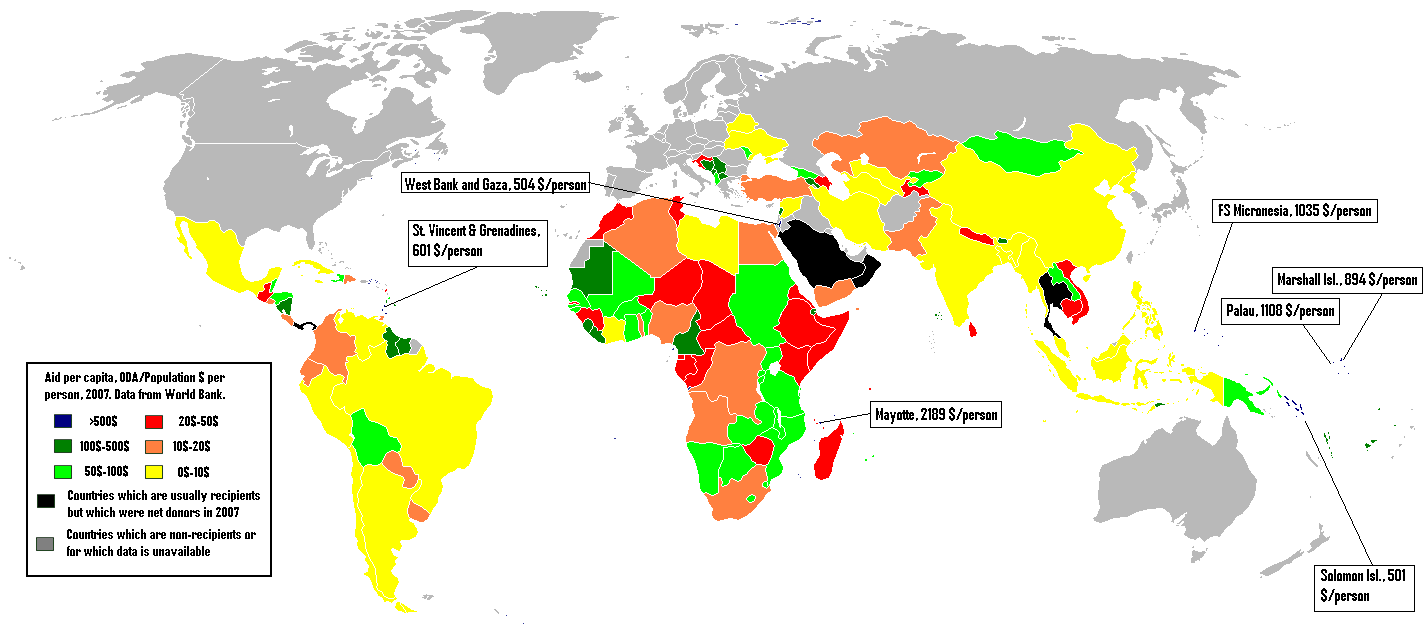
2007年のODA支援受領国（ドル）。グレーは非受領もしくは不明。

外国援助（がいこくえんじょ, international aid, overseas aid, foreign aid）は人道問題で共同体や国に供給したり社会経済的な目的を達成する援助（大抵は経済的な援助）である。開発援助が長期の経済成長を行う目的で行われるのに対して、人道援助は従って第一に緊急援助に用いられる。豊かな国は概して開発途上国に対して経済的な援助を行おうとする。

## 資金と配分
双務援助はある国から他国に直接与えられる援助である。多くの援助当局は、アメリカ合衆国国際開発庁のように双務援助を行っている。
多国間援助は特定の国から世界銀行や国際通貨基金、欧州開発基金のような国際機関に対して行われる援助である。こうした組織は、通常出資国が運営している。
個人や企業からの寄付は、もう一つの重要な援助である。そのような援助を行う行為は、特に資産家の一部においてフィランソロピーとして知られている。多くの移民が、経済的成功を求めて移住し、出身国の友人や家族に送金している。こうした支払いは、（フィランソロピーというよりは）「送金」として知られていて、国際的な資金移動の重要な位置を占めている。
非政府組織（NGO）はActionAidやOxfam、Mercy Corpsのように援助を行う上で主要な役割を果たしている。多くの慈善特定非営利活動法人は、活動を支援する一般からの寄付に頼っていて、慈善財団はよく投資し援助組織などの運動を支援する収益を用いる基金を監理している。援助組織は人道援助と開発援助の両方を行い、あるいは一つ以上の専門分野を持っているといえる。多数の援助NGOは、宗教と関わりがある。
多くのNGOは、独自の国際的な業務を行っている（食料や水の供給、パイプラインや住宅の建設、教育、健康、資金貸与など）。援助当局者によっては直接業務を行うところもあるが、現に必要な援助を行うNGOと契約したり委託するところも多い。
外国人学生への奨学金も、政府なり私立の学校や大学によるものであれ、一種の開発援助とみなせるかもしれない。
2005年、G8は2010年を目標としたAIDS治療に対する国際的な関与を決めた。近年サミットはこの目的や貧しい国々の総合的な発展のため、そして約束を実行させるロビー活動を行う国々が行う援助を約束する場となっている。
開発途上国に対する政府援助の統計は、政府開発援助を参照のこと。

## 例と用語
援助は補助金やローン、道具や労働、専門的な知識を形成するものを「与える」ものかも知れない。援助はよく早晩ひも付きになるが、「支出」（財政移転）は、後々まで行われないかもしれない。

### 人道援助
人道援助または「緊急援助」は、人間の引き起こす緊急事態（戦争のように）と自然災害の最中やその後に個人や組織、災害を救済する政府により当面の災害で与えられる迅速な援助である。この用語は国際的な含意を含んでいることが珍しくないが、このことが常にそうしたことに当て嵌まるわけではない。貧困や弱みの根源的な原因を除去するよりも自然災害や騒乱が原因になる災害を救援することに焦点を当てることで開発援助と区別することも珍しくない。
人道援助を提供することは、援助当局者による極めて重大なサービスの提供（飢餓に対する食糧援助のように）と通常影響国の当局者や政府を通じて有料だったり無慈悲なサービスの提供（兵站や輸送のように）とみなされる。人道援助は人道的介入と区別され、国の支援を受けた者達による圧政やジェノサイドから市民を守る部隊と関係がある。
ジュネーヴ条約は戦時に文民を援助し保護する国際赤十字などの不偏不党の人道組織に権限を与えている。国際赤十字は捕虜を訪問し状況を監視することに対してジュネーヴ条約により特別な役割を与えられている。
国際連合人道問題調整事務所（OCHA）は国際連合総会決議46/182に基づき活動する自然災害や複合的な緊急事態に対する国際的な人道援助を調整する権限が与えられている。
地球計画便覧「災害援助における人道憲章と最小限の基準」は、先導的な非政府人道当局による提携により製作され、次の主要な人道的な活動を掲げている。
1. 尊厳ある生命権
2. 戦闘員と非戦闘員の区別
3. ノン・ルフールマンの原則

### 開発援助
開発援助は概して開発途上国における経済発展や社会発展となる開発を支援する開発国により与えられる援助である。短期間の災害を緩和するというよりも長期の貧困を緩和する点で人道援助と区別される。
この「開発援助」という言葉は、ある譲渡期限に（通常は単純な寄付金）政府により与えられる援助である政府開発援助(ODA）に特化して使われることも珍しくない。個々の国の国際援助当局者と世界銀行のような多国籍機関を通じて政府により行われる場合と、個別の団体を通じて行われる場合がある。
開発援助を与える提案は、冷戦という環境の中で理解しなければならない。ハリー・S・トルーマンがNATO創設を発表した演説も、開発政策の基本姿勢である。
更に我々は平和と安全を維持する我々と共同歩調を取る自由諸国への軍事援助と軍備を提供することになる。第4に我々は低開発地域の改良と成長の為に行う科学の進歩と産業の発展から得られる利益を創造するために新たに果敢な計画を提示しなければならない。世界の半数以上は、悲惨な状態に近い状況の中で生きている。食料は不十分である。病気の被害者である。経済状態は原始的で停滞している。貧困はこの人々と反映した地域双方に対する障害と脅威になっている。歴史上初めて人道によりこうした人々の苦痛を和らげる知識と経験が存在している。

### 特殊な例
- プロジェクト援助：特定の目的、例えば新しい学校用の建築材料に援助が与えられる。
- プログラム援助：特定の部門、例えばある国の教育部門の資金に援助が与えられる。
- 予算支援：支援を受ける国の金融制度に直接立ち入るプログラム援助の一種
- セクションワイドアプローチ（SWAPs）：プロジェクト援助、プログラム援助、予算支援を組み合わせたもので、例えばある国の教育部門への支援が、教育事業の（学校のように）資金を提供し維持する資金を（教科書のように）提供することの双方を含むことになる。
- 食糧支援：緊急の食料提供が必要な国々に、特に自然災害を経験したばかりなら、食料が与えられる。
- ひも付きでない援助：援助を受ける国が、自ら選ぶことで送金を受けられる。
- ひも付き援助：インフラ整備、商品購入で援助が寄付する国により行われる。
- 技術支援：医者のように教育を受けた人が、開発プログラムを補佐するために開発途上国に移動する。プログラム援助とプロジェクト援助の双方を行う。

### OECDの分類
経済協力開発機構の開発援助委員会は、外国援助を3つに分類している。
- 政府開発援助（ODA）：経済開発の明確な目的を持って開発途上国（「第1部」に上がっている国）に行う開発援助
- 政府援助（OD）：開発国（「第2部」に上がっている国）と国際機関に対する開発援助
- 他の政府供給（OFF）：開発のためでなかったり（補助金というよりも）75％以上がローンである故に他の2つに分類されない援助

## 援助に対する批判
援助は純粋な奉仕の精神から与えられることは滅多になく、例えば国際政治の同盟国を支援する手段として与えられることは珍しくなく、受け取る国の政治プロセスを強化する目的も持って与えられる可能性がある。ある国がそのような援助を悪くみなすかは、特定の事例で寄付国により追及される協議事項に合意するかしないかで決まるかもしれない。20世紀の共産主義と資本主義の緊張関係の時代に、イデオロギーとソ連とアメリカ合衆国が優先した時代に、それぞれが他国の国内政治に影響を及ぼし、弱い同盟関係を支援する目的で援助を用いた。恐らく最も有名な事例は、アメリカ合衆国が大いに成功し、ヨーロッパ諸国を共産主義から資本主義に引き寄せたマーシャル・プランであった。低開発国に対する援助は、時として援助を受ける国の欲求より援助国の必要が優先されていると批判されてきたり、新植民地主義とさえ批判されてきた。アサンテは援助国が援助を与える明確な動機を幾つか挙げている。即ち防衛支援、市場拡大、外国投資、伝道事業、文化的拡張である。
ここ数十年、国際通貨基金や世界銀行のような組織による援助は、第一に世界的な資本家に新しい地域を開放する手段であり、第二にそうでなければ援助受領国の人々の幸福を憂慮しているに過ぎないという批判がある。この点は議論を呼んでいる。
動機に対する批判の一方で、援助は効果という点で安易に批判されている可能性がある。即ち意図することに用いなかったり援助しようとする人々を援助しなかったりしたと。この点は本質的に援助に対する経済的な批判である。批判は二種類あり、完全には分かれていない。ある援助の背景にある思想に対する批判は、効果がないと見られそうであり、確かに効果がないという点で、そうした考えにおける欠点を暗示している。統計学的研究は援助と経済成長の相関関係の異なる側面を広く示してきた。
多くはアメリカ合衆国の援助を特に援助を伴うことが珍しくない条件付き政策と批判している。例えば国際通貨基金（IMF）や世界銀行からの緊急資金援助は、ある国の尊厳が干渉されたと主張する広汎な自由市場政策に関係がある。外部からの政策は、その国の環境に相応しく名可能性がある点で更に危険である可能性がある。IMFは短期間なら返済に問題のある返済の繰り延べができるが、問題解決に時間の掛かる貧しい国には危険の原因となり得るものである。ウィリアム・イースタリーは著書「白人の負担」でIMFが返済可能な国に調整したローンを与えただけなら負債を免除されたり猶予されない状況でさえ繰り返し貸与する代わりに信用を維持できたであろうと述べている。
20/20でジョン・ストッセルは外国援助の配分と援助を受ける国の政府に欠陥があることを示した。
- 援助で与えられる食料は、結局は個人が持ち寄る市場で売られることになることが珍しくない。
- 援助を受ける政府は、私的な目的で隠す隠し口座を持ったことが珍しくない。

ジェームズ・シクワティ（ケニアの経済学者）は、外国援助が援助受領国に対する危険の原因になり、つまり援助が各地の政治家により配分されるために、堕落した官僚を創設することに資金を提供し、地域の経済を落ち込ませていると主張して来た。
ドイツのデア・シュピーゲル誌のインタヴューでシクワティはアメリカのトウモロコシを船積みしてケニアに運ぶ食糧援助を例に挙げている。コーン一人前は堕落した政治家により自身の部族に分け与えられたり食糧生産者より安い価格で闇市場に売られているかもしれない。同様にケニアの西側の衣類援助受領者は、事業を離れて地元の衣類業者から買うことはなくなる。
イギリスの開発経済学者ピーター·バウアーは、外国援助とは「'豊かな国の貧しい人々'から'貧しい国の豊かな人々'への富の移転を進める手段」であるに過ぎないとし、「もし外部からの援助が経済の発展に必要不可欠なら、人類はまだ石器時代にいるはずだ」と批判している。
援助に対する批判に対してアメリカ合衆国の援助の改革が、勢いを得始めている。アメリカ合衆国ではこの運動の主導者に地球の発展センター、Oxfamアメリカ、ブルッキンズ研究所、インターアクション、世界にパンをが含まれている。様々な組織が、新しい外国援助法、国家的な開発戦略、新しい開発担当省を求めて連合している。

### 援助の良し悪しの指標
前節で述べたように援助は時として良いものでなく危害を加え得るものになる。従って良い援助の指標を理解することは重要である。
- 援助は地元のフィードバックと相互作用なくして外部から行われるトップダウンの作用であってはならない。大抵の場合、地元の状況を理解し理解しようとする行為は、与えられるものではない。そうしたことがなければ援助はバランスを欠いた制度を作り、従って危険を増すことになる。
- 悪い政府を通じて行う援助当局者は、貧しい人々に接することはないかもしれない。（例：闇市における取引、公務員の懐を肥やす援助）
- 援助当局者は寄付者に説明責任があり（あるいはそれさえない）援助受領者でないことが珍しくない。従って援助当局者は最善の解決に焦点を合わせる代わりに見栄えのよさを保証する品々の効果に焦点を合わせるかもしれない。（例：AIDS犠牲者の治療は、病気の予防に比べて非常に高価であり、そこでは努力は更によく費やされている。）更に物量に焦点が当てられ、品質は等閑にされる。（例：入学者数は数えても、クラスごとの児童数は数えないかもしれない。）大きな計画は（例：世界平和）、素晴らしいものに響くが、現実的でなく、重要である（そして手の届きやすい）僅かな目標に焦点を当てる方が良いのである。
- 援助当局者は説明責任を負う必要がある。連帯責任は真の責任ではない。

## メモ
1. ^ Lars Schoultz, “U.S. Foreign Policy and Human Rights Violations in Latin America: A Comparative Analysis of Foreign Aid Distributions”, Comparative Politics, Volume 13, Number 2, January 1981 (2 of the graphs from the study can be found here)
2. ^ Martha Knisely Huggins, Political Policing: The United States and Latin America, Duke University Press (July 1998) ISBN 0-8223-2172-6 p. 6

## 参照
- Håkan Malmqvist (2000), Development Aid, Humanitarian Assistance and Emergency Relief, Ministry for Foreign Affairs, Sweden
- The White Man's Burden : Why the West's Efforts to Aid the Rest Have Done So Much Ill and So Little Good / William Easterly (2006) ISBN 1594200378
- Andrew Rogerson with Adrian Hewitt and David Waldenberg (2004), The International Aid System 2005–2010 Forces For and Against Change, ODI Working Paper 235
- The US and foreign aid assistance
- Millions Saved A compilation of case studies of successful foreign assistance by the Center for Global Development.
- ActionAid, May 2005, "Real Aid" - analysis of the proportion of aid wasted on consultants, tied aid, etc